# Котас, Анталь
Анта́ль Кота́с (венг. Kotász Antal; 1 сентября 1929, Вашвар, Ваш — 6 июля 2003, Будапешт) — венгерский футболист, играл на позиции полузащитника.

## Биография

### Клубная карьера
Котас начинал карьеру в клубе «Вашаш», за который играл три сезона.
Затем он проходил службу в армии, играя за клуб «Сегеди Гонвед». После окончания военной службы присоединился к клубу «Дунауйварош», в которой отыграл четыре сезона.
В 1955 году перешёл в «Гонвед», в составе которого отыграл восемь сезонов, выиграв чемпионский титул в 1955 году. В этом же клубе в 1963 году, Котас закончил карьеру игрока в возрасте 33 лет.

### Карьера в сборной
В составе сборной Венгрии сыграл два матча на чемпионате мира 1958 года в матчах против Мексики (4:0) и Уэльса (1:2). Всего за сборную Венгрии сыграл 37 матчей и не забил ни одного мяча.

### Смерть
Скончался 6 июля 2003 года в Будапеште на 74-м году жизни.

## Достижения
«Гонвед»
- Чемпион Венгрии (1) : 1955